# Catherine de Watteville
Pour les articles homonymes, voir Watteville.
Catherine Françoise de Watteville (en allemand : Katharina Franziska von Wattenwyl), née en décembre 1645 à Chéserex et morte le 21 novembre 1714 à Valangin, est une aristocrate bernoise et espionne de Louis XIV.

## Biographie

### Famille et mariages
Catherine de Watteville naît à l'abbaye de Bonmont, dans le canton de Vaud. Dernière née au sein d'une vieille famille bernoise protestante de onze enfants, elle grandit au château d’Oron car son père, Gabriel, y est bailli de Bonmont et d'Oron,. Elle est orpheline à l'âge de 13 ans. Elle passe de famille en famille et habite Peseux puis Morat, où elle apprend les secrets de l'équitation.
À l'âge de 20 ans, elle a un différend avec une dame de la cour qui la conduit à un duel attirant l'attention de nombreuses personnalités. Un capitaine des gardes suisses du roi tombe amoureux d'elle, mais toute perspective de mariage est écartée par la famille du capitaine en raison de leur différence de religion car il est catholique. La reine Christine de Suède l'invite à devenir une de ses demoiselles de compagnie mais cette fois la famille Watteville s'oppose à cette offre, la reine étant devenue catholique. Au cours d'une partie de chasse, un général allemand tente de la violer mais Catherine de Watteville lui tire sur l’épaule,.
Sous la pression familiale en raison de son âge avancé pour l'époque, elle épouse Abraham Le Clerc, pasteur de Därstetten en 1669. Un changement de vie accompagne ce mariage puisqu'elle quitte son entourage aristocrate qui se moque de ses tenues austères pour devenir fermière du Simmental. Son premier mari meurt au cours d'une épidémie de peste. Sans argent, on la marie en 1679 à Samuel Perregaux, greffier à Valangin, avec lequel elle a un fils, Théophile.

### Espionne de Louis XIV

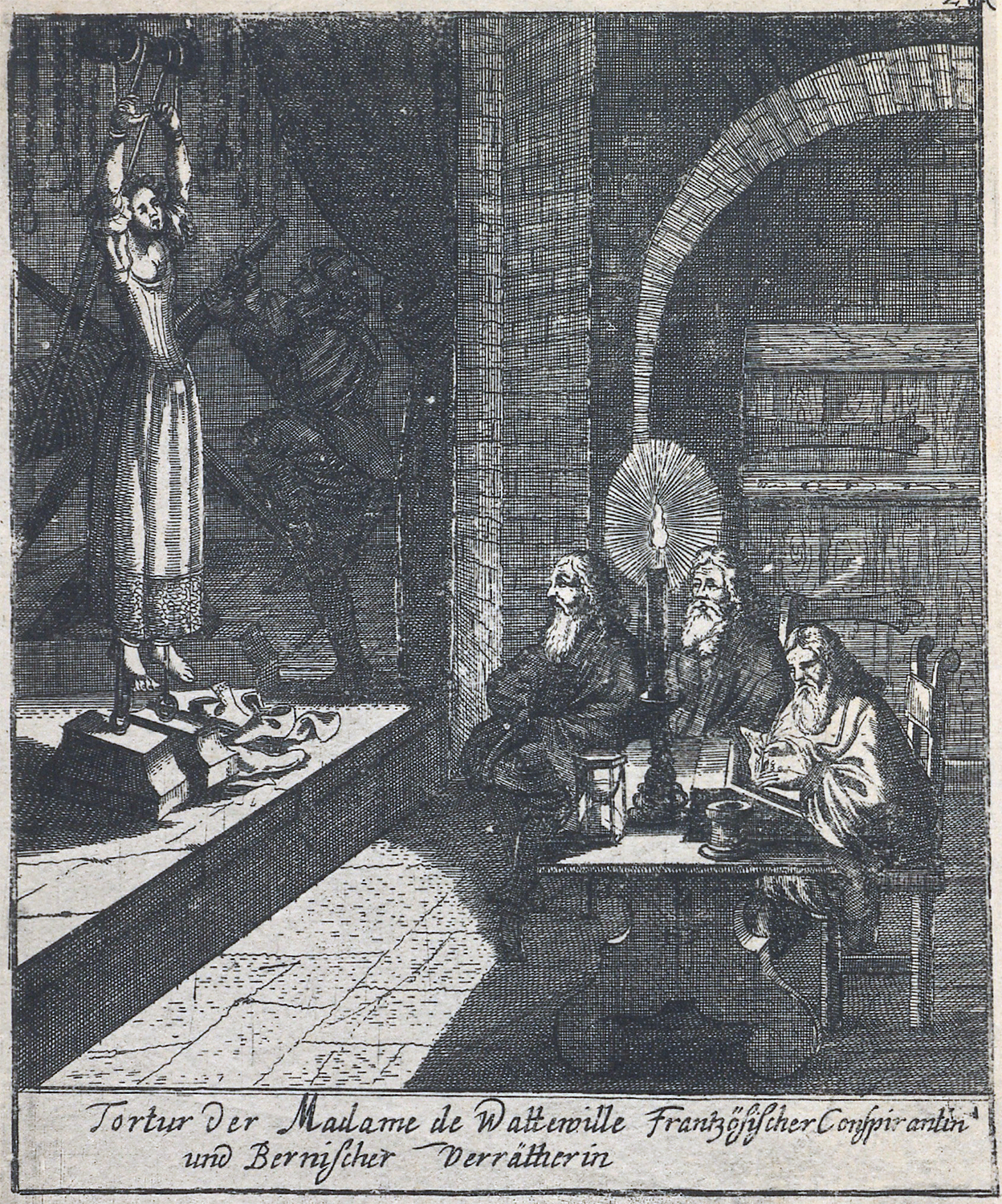
Croquis représentant la torture de Catherine de Wattewille à la Käfigturm de Berne

La Suisse est prise entre divers conflits politiques dus à la guerre de la Ligue d'Augsbourg et l’obtention de renseignements sur les intentions du conseil de Berne, anti-français, est cruciale. Catherine de Watteville obtient des informations du maire de Berne et les passe à l'ambassadeur français à Soleure, Michel-Jean Amelot de Gournay. Ses activités sont découvertes en décembre 1689 et elle est emprisonnée à la Tour des Prisons puis torturée. Elle est jugée, notamment par des personnes proches de sa famille, et condamnée à la décapitation mais sa famille parvient à négocier son bannissement. Au cours du procès, on apprend qu'elle a reçu des paiements importants de l'ambassadeur de France, celui-ci réglant également ses frais d'avocats. Une fois arrivée à Sonceboz, elle retrouve son mari et un envoyé de l'ambassadeur qui la découvrent meurtrie et défigurée. Catherine de Watteville et Samuel Perregaux sont ensuite accueillis à Besançon puis s'installent à Valangin.
Elle passe la fin de sa vie à rédiger ses mémoires, dictées à son mari. Celles-ci sont envoyées au nouvel ambassadeur de France.

## Descendance
Jean-Frédéric Perregaux, créateur de la Banque de France, est un descendant du fils de Catherine de Watteville.

## Portrait
Un portrait présumé de Catherine de Watteville en buste par Théodore Roos est conservé au Château de la Sarraz. Sur cette peinture à l'huile, elle est représentée les cheveux lâchés et vêtue d'une cuirasse ainsi que d'un manteau rouge au col de fourrure d'hermine, attributs qui relèvent plus des portraits royaux ou antiquisants. L'identité de Catherine de Watteville est remise en question dans ce portrait pour deux raisons principales. L'une est qu'il est difficilement imaginable une telle extravagance sous les stricts mandats moraux de la société bernoise. L'autre est qu'il ne semble pas avoir de preuve d'une rencontre entre Catherine de Watteville et Théodore Roos, le peintre qui a travaillé aux cours royales allemande et française. Théodore Roos ne se serait jamais rendu sur le territoire suisse et Catherine de Watteville n'aurait voyagé dans aucun des lieux de travail de l'artiste à Stuttgart, Mayence, Francfort ou Strasbourg.

## Inspiration
Deux romans sont inspirés de sa vie : Die Jungfer von Wattenwyl d'Adolf Frey (1912) et Catherine von Wattenwyl de Therese Bichsel (2004).